# Йыэрюйт, Яак
Я́ак Йы́эрюйт (эст. Jaak Jõerüüt; 9 декабря 1947, Таллин, Эстонская ССР, СССР) — эстонский политик, государственный и дипломатический деятель, редактор, поэт, писатель
. Министр обороны Эстонии (2004—2005). Постоянный представитель Эстонии при Организации Объединенных Наций (2004—2005).

## Биография
В 1973 году окончил экономический факультет Таллинского политехнического института (ныне Таллинский технический университет).
С 1970 по 1976 работал редактором в различных газетах, издательствах и библиотеках республики, с 1977 по 1989 — в Союзе писателей Эстонской ССР. В 1989—1990 годах был заместителем министра культуры Эстонии.
Впервые приобрёл политическую известность, когда участвовал в мероприятиях по восстановлению независимости Эстонии. Политик, член Партии реформ Эстонии.
С 1991 года на дипломатической работе в МИД Эстонии.
В 1993—1997 годах — Чрезвычайный и Полномочный Посол Эстонии в Финляндии.
В 1998—2002 годах — Чрезвычайный и Полномочный Посол Эстонии в Италии (по совместительству — на Мальте и Кипре). 
В 2002—2004 годах — инспектор Министерства иностранных дел Эстонии.
В 2004—2005 годах — постоянный представитель Эстонии при Организации Объединенных Наций.
В 2006—2011 годах — Чрезвычайный и Полномочный Посол Эстонии в Латвии.
В 2011—2014 годах — Чрезвычайный и Полномочный Посол Эстонии в Швеции.

## Творчество
Дебютировал как поэт в 1975 году. Автор двухтомника воспоминаний о пребывании в Риме, 6 томов рассказов, четырёхтомника стихов и двух детских книг.
Член Союза писателей Эстонии и Эстонского ПЕН-клуба.

## Избранные произведения
- 1982 — Raisakullid (роман)
- 1984 — Meeste tantsud (сборник новелл)
- 1990 — Teateid põrgust (рассказы)
- 2017 — Muutlik (роман)
- 2019 — Poliitiline daamikinnas (роман)
- 2017 — On Nagu on (биография)
- 2021 — Tõde ja Võim (сборник эссе, статей и интервью)

## Награды
- Командор 1 класса ордена Льва Финляндии (1995, Финляндия)
- Командор со звездой ордена Заслуг (1 июля 1998 года, Норвегия)[3]
- Большой крест Почетного союза Республики Мальта (2001)
- Орден Государственного герба IV класса (2002) и III класса (2006)
- Командор ордена «За заслуги перед Итальянской Республикой» (19 апреля 2004 года, Италия)[4]
- Орден Трёх звёзд III степени (2009, Латвия)
- Рыцарь 1 класса ордена Полярной звезды (2014, Швеция)

## Семья
С 1974 года женат на писательнице Вийви Луйк.